# 沖之郷町
沖之郷町（おきのごうちょう）は、群馬県太田市にある地名（町丁）。郵便番号は373-0804。

## 概要
休泊地区にある町丁。

## 地理
北東部を栃木県と接している。

### 近隣町丁
- 矢場町
- 茂木町
- 龍舞町

## 世帯数と人口
2022年（令和4年）3月31日現在の世帯数と人口は以下の通りである。
| 町丁     | 世帯数  | 人口  |
| -------- | ------- | ----- |
| 沖之郷町 | 216世帯 | 554人 |

## 小・中学校の学区
市立小・中学校に通う場合、学区は以下の通りとなる。
| 番地 | 小学校             | 中学校             |
| ---- | ------------------ | ------------------ |
| 全域 | 太田市立休泊小学校 | 太田市立休泊中学校 |

## 交通

### 鉄道
町内に鉄道は通っていない。

### 道路
- 栃木県道・群馬県道38号足利千代田線

## 施設
- 磯神社